# Tripéptido

Un tripéptido (ejemplo Val - Gly - Ala) con extremo amino marcado en verde (L-valina) y extremo carboxilo marcado azul (L-alanina)

Un tripéptido es un péptido que consiste en tres aminoácidos unidos por enlaces peptídicos. La naturaleza y función exactas de las proteínas están determinadas por los aminoácidos presentes y el orden en que aparecen. Los ejemplos simples son los tripéptidos hechos combinando tres moléculas de glicina o dos glicinas y una alanina. Los tres tripéptidos de glicina pueden tener una sola estructura: glicina-glicina-glicina. Los otros tripéptidos pueden tener diferentes órdenes: glicina-alanina-glicina, glicina-glicina-alanina y alanina-glicina-glicina. Cada una es una molécula distinta.
Ejemplos de tripéptidos son:
- La eisenina (pGlu-Gln-Ala-OH) es un péptido con actividad inmunológica que se aísla del alga marina japonesa, Eisenia bicyclis, que más comúnmente se conoce como Arame
- GHK-Cu (glicil- L- histidil- L- lisina) es un péptido de unión al cobre humano con curación de heridas y actividad de remodelación de la piel, que se utiliza en cosméticos antienvejecimiento y se conoce más comúnmente como péptido de cobre
- El glutatión (γ- L- glutamil- L- cisteinilglicina) es un importante antioxidante en las células animales
- Isoleucina-prolina-prolina (IPP) que se encuentra en los productos lácteos, actúa como un inhibidor de la ECA
- La leupeptina (N- acetil- L- leucil- L- leucil- L -argininal) es un inhibidor de la proteasa que también actúa como un inhibidor de la calpaína.
- La melanostatina (prolil-leucil-glicinamida) es una hormona peptídica producida en el hipotálamo que inhibe la liberación de la hormona estimulante de los melanocitos (MSH)
- Ácido oftálmico (L - gamma glutamil- L - alpha aminobutiril-glicina) es un análogo del glutatión aislado cristalino
- El ácido noroftálmico (y-glutamil-alanil-glicina) es un análogo del glutatión (L-cisteína reemplazada por L- alanina) aislada de la lente cristalina

TRH, hormona hipotalámica.

- La hormona liberadora de tirotropina (TRH, tiroliberina o protirelina) (L-piroglutamil-L-histidinil- L- prolinamida) es una hormona peptídica que estimula la liberación de la hormona estimulante de la tiroides y la prolactina en la hipófisis anterior.
- ACV (δ- (L -α-aminoadipil) - L- Cys- D -Val) es un precursor clave en la biosíntesis de penicilina y cefalosporina.